# Graecoanatolica vegorriticola
Graecoanatolica vegorriticola is een slakkensoort uit de familie van de Hydrobiidae. De wetenschappelijke naam van de soort is voor het eerst geldig gepubliceerd in 1962 door Schutt.